# Jacob van den Eynde
Jacob van den Eynde est un homme d'État des Pays-Bas espagnols, Pensionnaire du Franc de Bruges, Pensionnaire de Delft et Grand Pensionnaire de Hollande, né en 1515 à Delft. Il meurt à la prison de Vilvorde le 8 ou 12 mars 1569.
Jacob van den Eynde est le premier conseiller et pensionnaire de Delft. En 1560, il devient Grand Pensionnaire de Hollande,. En 1568, il est accusé d'hérésie (ou hétérodoxie). Ses biens sont confisqués, et il est emprisonné sur ordre de Maximilien de Hénin-Liétard, comte de Boussu, stadhouder de Hollande et d'Utrecht . Il est transféré à Bruxelles et y est détenu en attendant son procès. Il meurt avant même que son procès ne commence. Un an et demi après sa mort, ses biens confisqués sont restitués à sa famille,.
Il est remplacé par Paulus Buys.

## Biographie

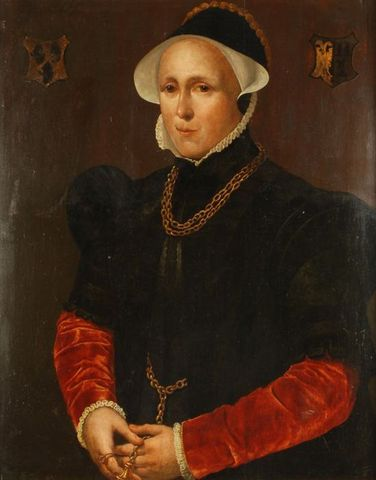
Elisabeth van der Sluys, la mère de Jacob van den Eynde

Van den Eynde est le fils de Hugo van den Eynde, pensionnaire de Delft, et de Lysbeth Jansdochter van der Sluys van Zijl (ou Elisabeth van der Sluys). Van den Eynde passe probablement quelque temps à l'étranger avant de devenir maître de droit.
Jacob van den Eynde devient d'abord Pensionnaire du Franc de Bruges. Il suit plus tard les traces de son père Hugo, en lui succédant comme Pensionnaire de Delft de 1544 à 1552,. Dans cette position, il s'occupe de questions importantes. Malgré l'opposition des bourgmestres de la ville, qui voulaient le garder, il devient Grand Pensionnaire de Hollande en 1560,, remplaçant Adriaan van der Goes dans cette position.
En 1564, Van den Eynde achète une nouvelle résidence sur la Herenstraat, Leidschendam-Voorburg , connue sous le nom de Huys ten Dom , tout en conservant sa maison familiale à Delft. Longtemps après sa mort, la maison est toujours appelée « la maison de Van den Eynde ». La maison est située à l'endroit où le premier jardin d' enfants des Pays-Bas est construit dans les années 1850.
En tant que Grand Pensionnaire, Van den Eynde « rendit un grand service à sa patrie ». En même temps, il est également favorisé par les Espagnols. Van den Eynde reste un catholique toute sa vie, soutenant la foi catholique romaine en dépit des nouvelles tendances religieuses se répandant aux Pays-Bas. En 1567, sur demande, Van den Eynde prête un autre serment de loyauté au roi.
Néanmoins, Van den Eynde s'oppose toujours à l'occupation espagnole, réclame la liberté du pays et l'autorité des États-Généraux. Ses efforts pour la liberté du pays, ses tentatives de faire partir les soldats espagnols des Pays-Bas espagnols, son souhait de faire nommer des personnalités locales aux hautes fonctions et sa participation au Compromis des Nobles le font devenir suspect aux yeux des Espagnols, en particulier auprès du duc d'Albe et de Juan de Vargas, juge au Conseil des Troubles.
Van den Eynde est arrêté par les Espagnols par ruse. Apparemment, il est invité à dîner par Maximilien de Hénin, 3e comte de Bossu, ils le prennent sur place, et, sans lui laisser le temps de faire ses adieux à sa famille, l'emmènent. Il arrive à Bruxelles le 20 mars 1568. Il est d'abord incarcéré au Treurenberg, et ensuite transféré à la prison de Vilvorde, où il serait officiellement mort de « tristesse et chagrin ». Les auteurs ne s'accordent pas sur la date exacte de sa mort. Après sa mort, ses biens qui avaient été confisqués sont rendus à sa famille, sur un ordre du duc d'Albe le 7 juillet 1571,.

## Famille
Van den Eynde se marie à Elisabeth van Nieulant, ou Elisabeth van Nieuwland, de Bruges. Ils ont sept enfants, dont Jacob van den Eynde, gouverneur de Woerden,,. Son petit-fils , également appelé Jacob, devient un poète célèbre, seigneur de Haamstede et capitaine sous Maurice, prince d'Orange,,,,.

## Blason
La famille van den Eynde avait pour blason : D'argent aux trois croissants de gueules, au premier quartier d'or aux trois pals d'azur.
Jacob van den Eynde sera le premier à adopter de nouvelles armoiries familiales: d'azur avec trois canards d'argent.

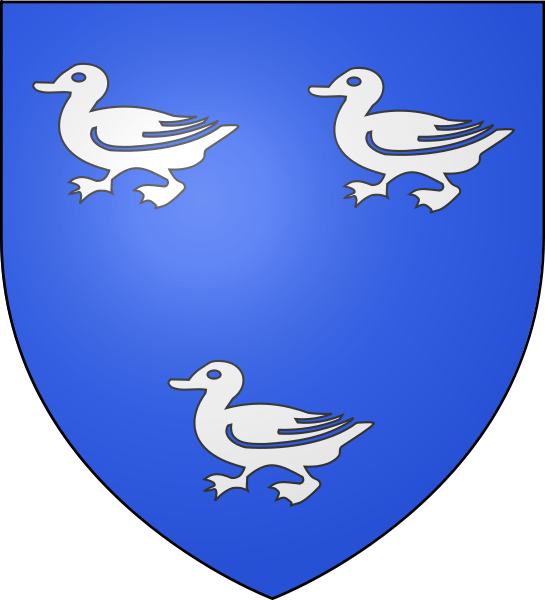
Armes adpotées par Jacob van den Eynde
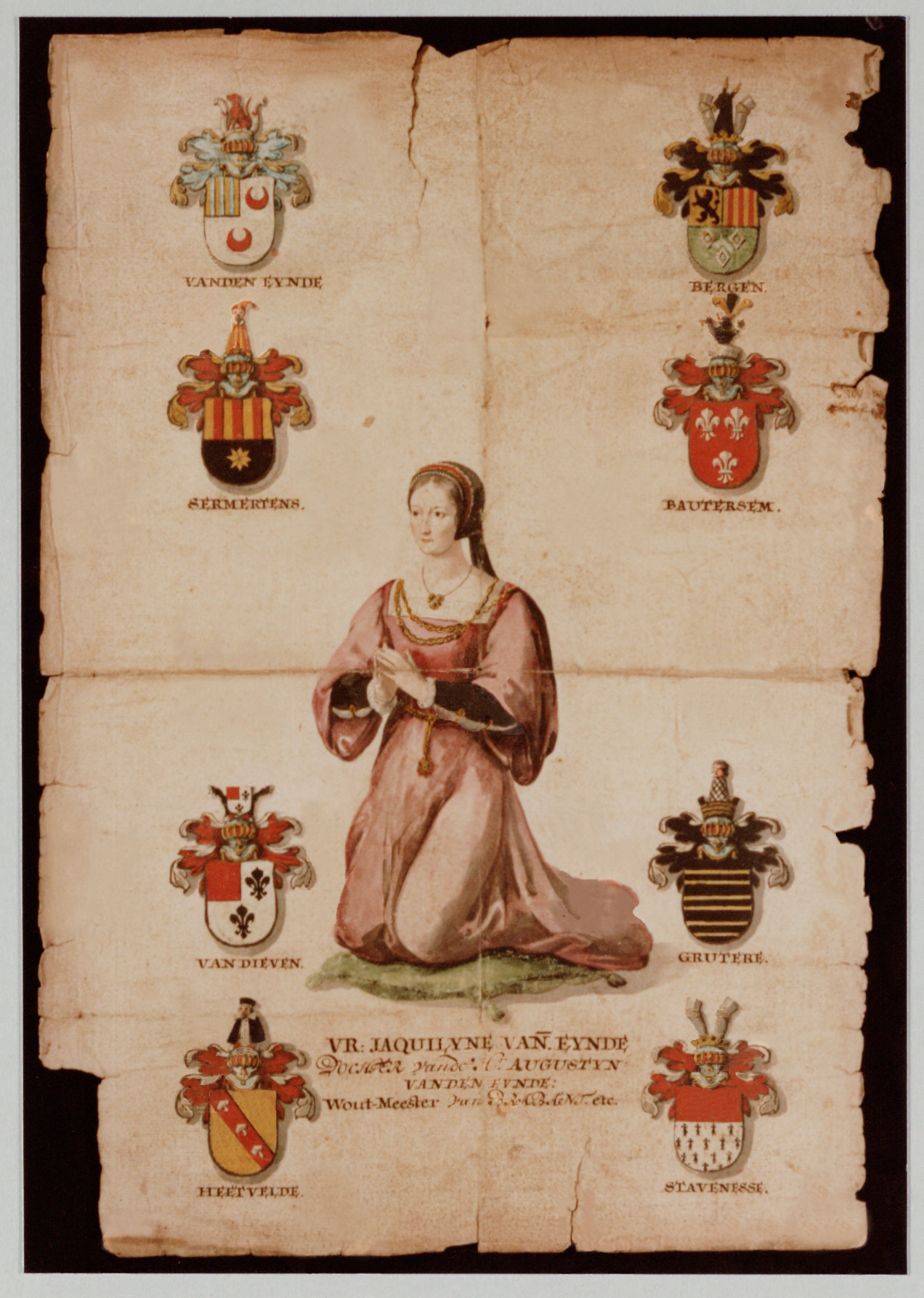
Le blason apparaît en haut à gauche sur ce Portrait de Jacoba van den Eynde ( -1505).
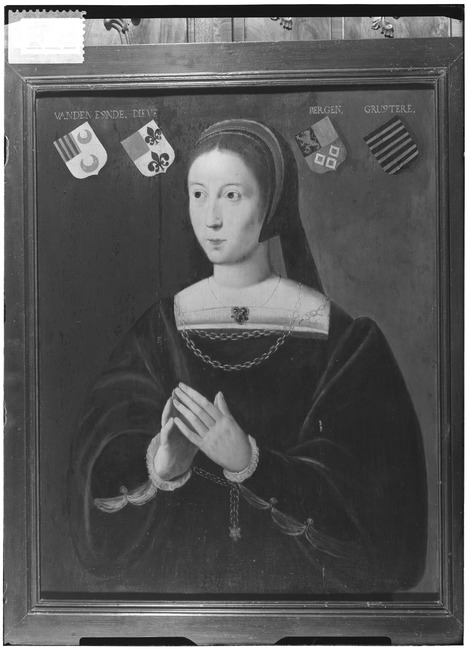
Le blason apparaît également en haut à gauche sur cette peinture de Jacoba van den Eynde ( -1505).
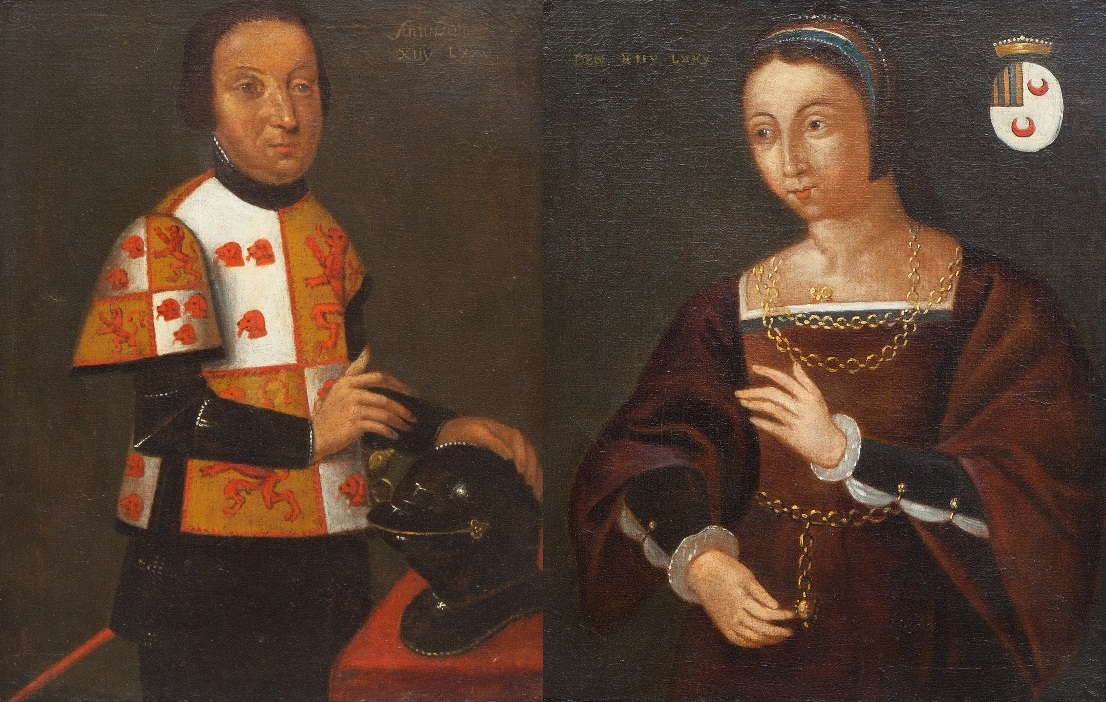
Le blason apparaît également en haut à droite sur cette peinture montrant Jacob van Serooskerke et Jacoba van den Eynde.